# Amazonas megye (Peru)
Amazonas megye Peru egyik megyéje, az ország északi részén található. Székhelye Chachapoyas.

## Földrajz
Amazonas megye Peru északi részén helyezkedik el. Déli vidékein az Andok több ezer méter magas hegyei emelkednek (a legmagasabb pont 3450 méter), míg északi része alacsonyabban fekszik, de az sem síkvidék. Területén található a világ 20 legmagasabb vízesése közül kettő is: a Yumbilla és a Gocta. A megye északnyugaton Ecuadorral, északkeleten Loreto, délkeleten San Martín, délen egy rövid szakaszon La Libertad, délnyugaton pedig Cajamarca megyével határos.

### Tartományai
A megye hét tartományra van osztva:
- Bagua
- Bongará
- Chachapoyas
- Condorcanqui
- Luya
- Rodríguez de Mendoza
- Utcubamba

## Népesség
A megye népessége a közelmúltban folyamatosan növekedett:
| Év   | Lakosság |
| ---- | -------- |
| 1940 | 65 137   |
| 1961 | 118 439  |
| 1972 | 194 472  |
| 1981 | 254 560  |
| 1993 | 336 665  |
| 2007 | 375 993  |

## Képek

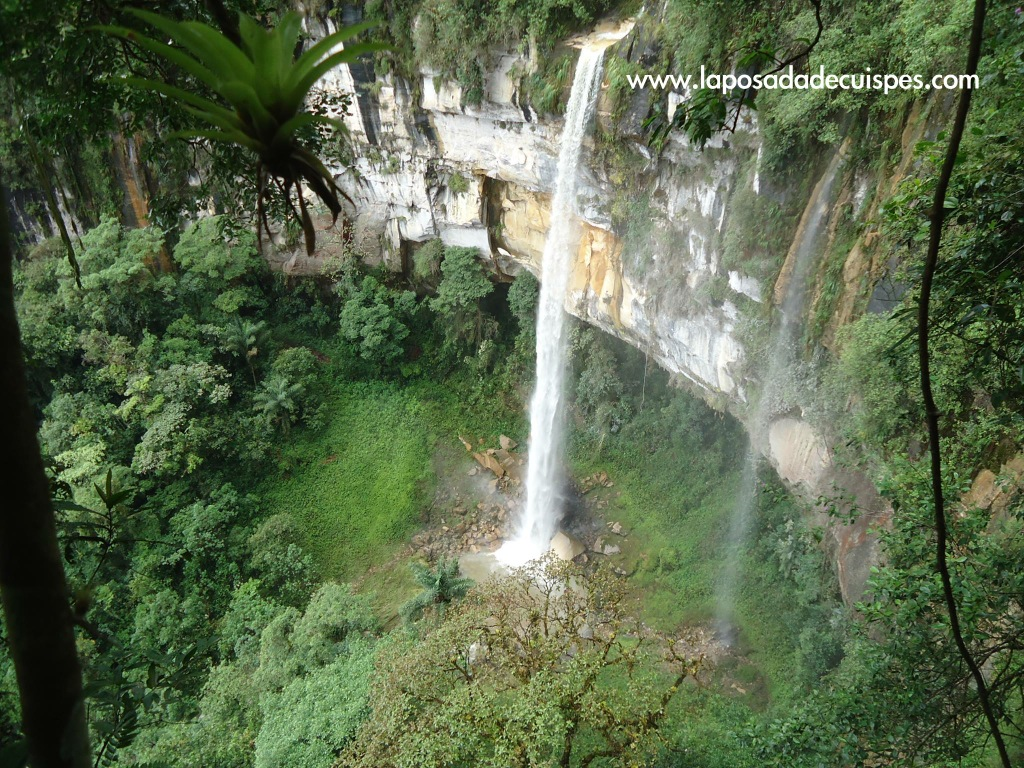
A Yumbilla-vízesés
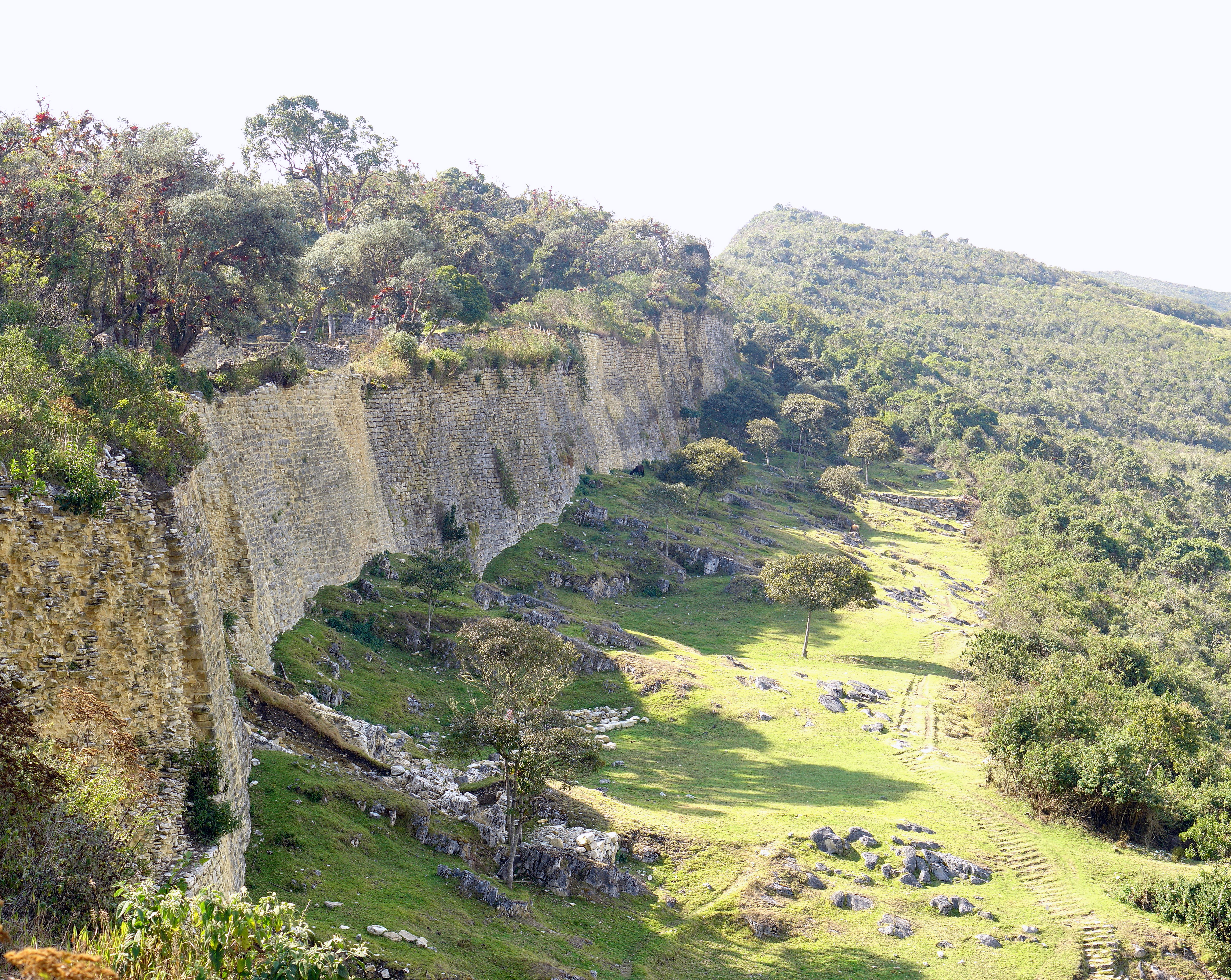
Kuélap romjai
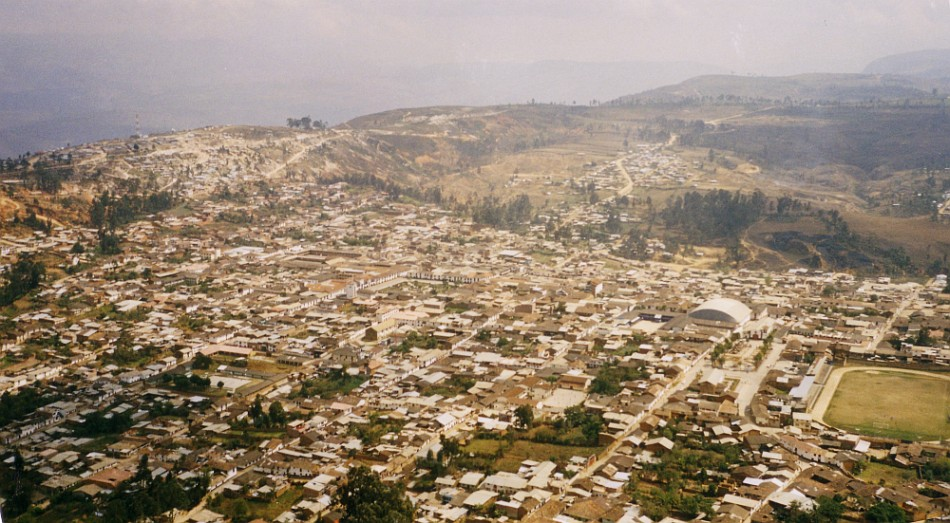
Chachapoyas
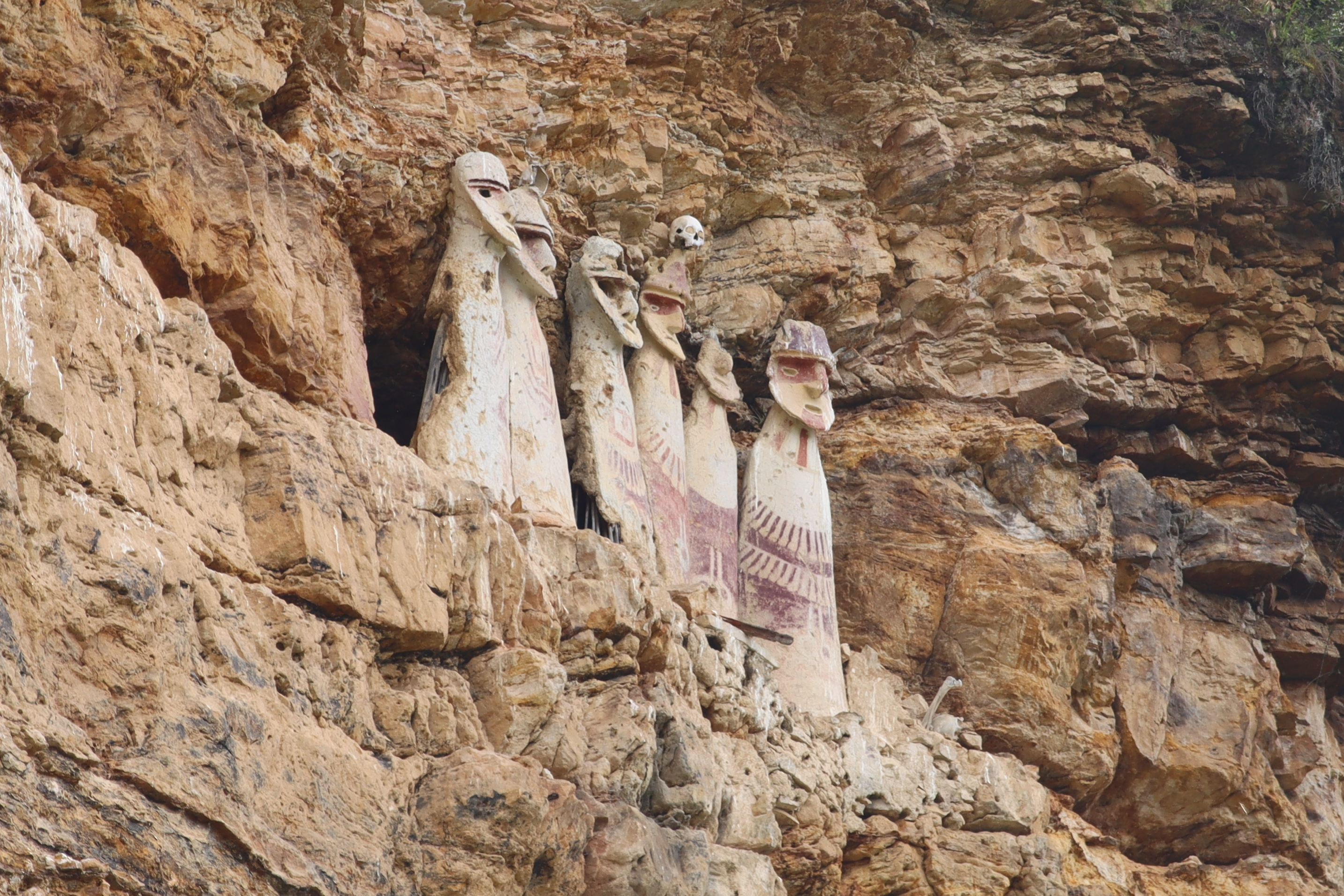
A carajíai szarkofágok